# アンディ・リード (アメリカンフットボール)
アンドリュー・ウォルター・リード（Andrew Walter Reid、1958年3月19日 - ）は、アメリカ合衆国カリフォルニア州ロサンゼルス出身のアメリカンフットボールコーチ。現在、NFLのカンザスシティ・チーフスのヘッドコーチを務めている。1999年から2012年までフィラデルフィア・イーグルスのヘッドコーチを務めていた。2001年から退団するまで、イーグルスのフットボール事業担当副社長も務めており、事実上のゼネラルマネジャーとなっていた。1992年から1998年までグリーンベイ・パッカーズの攻撃アシスタントを務めていた。スーパーボウルへは、パッカーズのアシスタントコーチとして第31回大会、チーフスのヘッドコーチとして第54回大会、第57回大会の3度優勝を果たしている。

## 経歴
ロサンゼルスで生まれ、高校生の頃はドジャー・スタジアムで売り子として働いていた。グレンデール・コミュニティ・カレッジでオフェンシブタックル（OT）としてプレーした後、ブリガムヤング大学（BYU）へ入学した。BYUでのチームメイトに、後にシカゴ・ベアーズに入団したジム・マクマーンとサンフランシスコ・フォーティナイナーズに入団したトム・ホルモエがいた。BYU卒業後、そのまま卒業アシスタントとしてコーチになった。
様々な大学でオフェンシブライン（OL）コーチとして経験した後、1992年にグリーンベイ・パッカーズへアシスタントコーチとして入団。同じ年に、クォーターバック（QB）のブレット・ファーヴも入団した。パッカーズではオフェンシブラインだけでなくタイトエンド（TE）コーチやQBコーチ、アシスタントヘッドコーチも務めた。1996年、チームは第31回スーパーボウルで優勝を果たす。
1999年、フィラデルフィア・イーグルスのヘッドコーチに就任する。ジョン・グルーデンに次ぐ若さでの就任であり、コーディネーターとしての経験のないQBコーチからのヘッドコーチ就任はNFL史上初めてのことだった。イーグルスはリードが在籍した14年間で、9度のプレーオフ進出、6度のディビジョンタイトル獲得、5度のNFCチャンピオンシップゲーム進出（2001年から2004年までの4回連続出場）、1度のスーパーボウル出場（第39回大会）に導いた。しかし、一度もスーパーボウルで勝利を導くことができないまま、2012年シーズン後に退団した。イーグルスは、リードが入団する前の年、一人もプロボウル出場選手がいなかったが、リード在籍時にドノバン・マクナブやブライアン・ドーキンスを始めとして19人の選手を送り出した。
イーグルスを去った直後、2013年シーズンよりカンザスシティ・チーフスのヘッドコーチに就任した。チーフスでは、1993年から続いていたプレーオフ8連敗を終わらせるなど、チームを活性化させた。2016年以降は連続で地区優勝を果たしている。そして、2019年は、QBパトリック・マホームズを擁し、第54回スーパーボウルで優勝を果たした。これはチームでは1969年の第4回大会で優勝して以来50年ぶりのことであり、リード自身は21年目となるヘッドコーチで初めての栄冠となった。2021年の第4週、対イーグルス戦に勝利したことで、2チームで100勝を挙げた史上初のコーチとなった。

## 人物
末日聖徒イエス・キリスト教会の熱心な会員であり、リードの妻・タミーは、リードとの結婚後改宗した。
息子のブリット・リードは、2019年よりチーフスのラインバッカーコーチを務めている。